# Surbiton

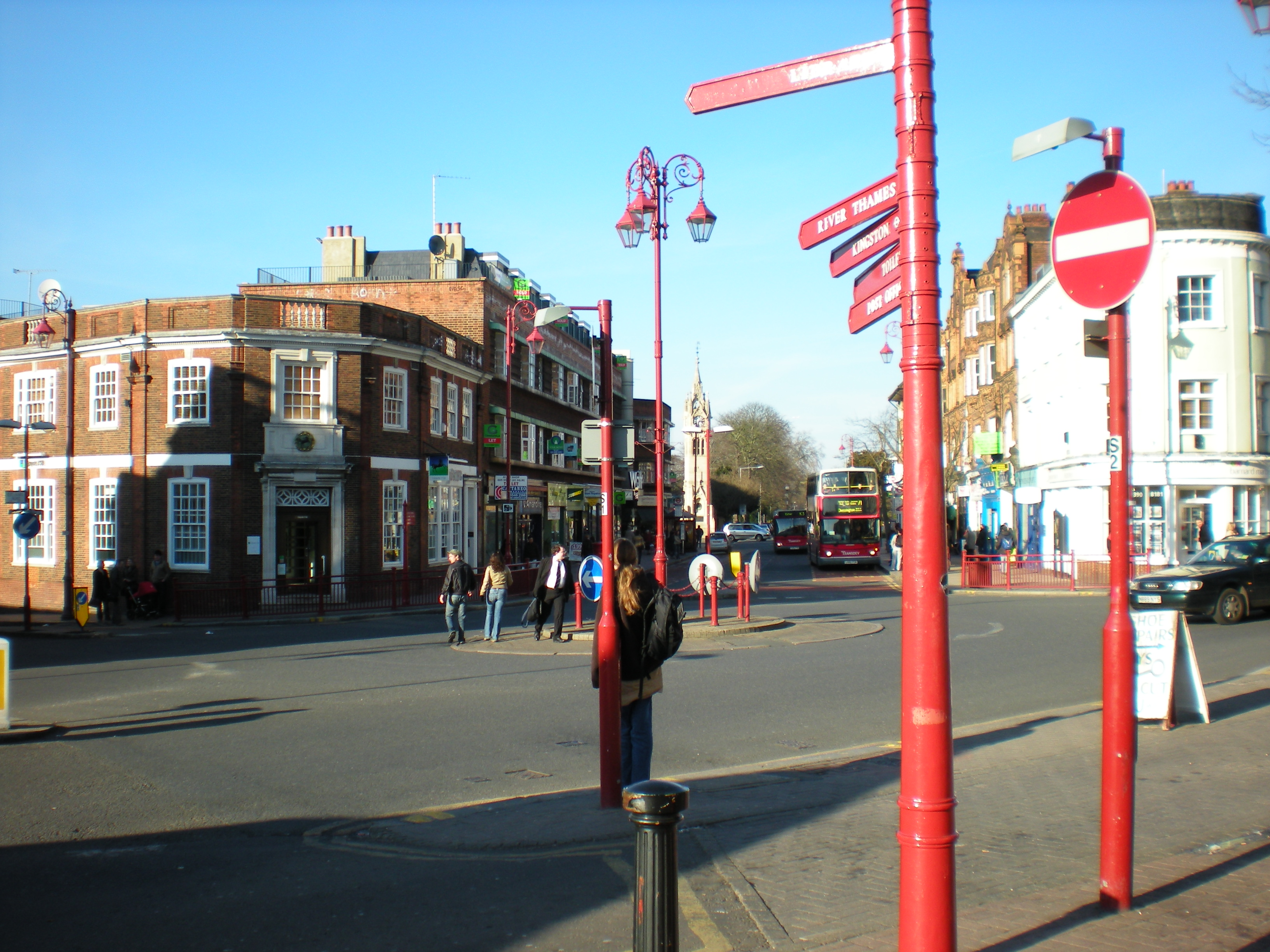
Surbiton

Surbiton leží na jihozápadním předměstí Londýna v královském hrabství Kingston upon Thames. Leží na břehu řeky Temže, asi 16 kilometrů jihozápadně od centrálního Londýna. Surbiton byl do roku 1965 součástí kraje Surrey, kdy se stal součástí Velkého Londýna. Surbiton je tzv. Commuter town. Je to převážně obytné město a tamní obyvatelé ve většině dojíždějí za zaměstnáním do jiných lokací. Architektura je mix nejnovějších Art deco residencí, městských domů z 19. století a dvojdomů z 20. století.